# Saint-Sever-du-Moustier
Saint-Sever-du-Moustier è un comune francese di 231 abitanti situato nel dipartimento dell'Aveyron nella regione dell'Occitania.

## Società

### Evoluzione demografica
Abitanti censiti